# Thumatha
Thumatha is een geslacht van vlinders van de familie spinneruilen (Erebidae), uit de onderfamilie Arctiinae.

## Soorten
- T. africana Kühne, 2007
- T. brunnea Kühne, 2007
- T. fuscescens Walker, 1866
- T. inconstans (Butler, 1897)
- T. infantula (Saalmüller, 1880)
- T. kakamegae Kühne, 2007
- T. lunaris Durante, 2007
- T. muscula Staudinger, 1887
- T. ochracea Bremen, 1861
- T. punctata Kühne, 2010
- T. senex

Rondvleugelbeertje (Hübner, 1808)